# Maclaunay
Ne doit pas être confondu avec Malaunay.
Maclaunay est une ancienne commune française du département de la Marne, fusionnée avec Montmirail le 1er janvier 1973, par arrêté préfectoral du 27 décembre 1972.

## Toponymie
Mentionné sous le nom de Maconaunoi en 1223.

## Histoire
En 1789, Maclaunay fait partie de l'élection de Sézanne et est régi par la coutume de Meaux.
Ce hameau a été le lieu de la bataille des Deux Morins du 6 au 13 septembre 1914.
Le 1er janvier 1973, la commune de Maclaunay est rattachée à celle de Montmirail sous le régime de la fusion simple.

## Démographie
| 1911 | 1921 | 1926 | 1931 | 1936 | 1946 | 1954 | 1962 | 1968 |
| ---- | ---- | ---- | ---- | ---- | ---- | ---- | ---- | ---- |
| 94   | 80   | 85   | 76   | 65   | 82   | 79   | 68   | 65   |